# Mistrzostwa Azji w Zapasach 2003
Mistrzostwa Azji w zapasach w 2003 roku rozegrano w dniach 5-8 czerwca w Nowym Delhi.

## Wyniki mężczyźni

### styl wolny
| Waga   | Złoto:            | Srebro:                | Brąz:                   |
| 55 kg  | Mohammad Aslani   | Yang Jae-hoon          | Kripa Shankar Patel     |
| 60 kg  | Morad Mohammadi   | Damir Zachartdinow     | Sushil Kumar            |
| 66 kg  | Hasan Tahmasebi   | Kazuhiko Ikematsu      | Nordżingijn Bajarmagnaj |
| 74 kg  | Jusuf Abdusalomow | Reza Ramezanzade       | Sujeet Maan             |
| 84 kg  | Peżman Dorostkar  | Szamil Alijew          | Magomied Kuruglijew     |
| 96 kg  | Ali Reza Hejdari  | Magomied Ibragimow     | Nurżan Katajew          |
| 120 kg | Ali Reza Rezaji   | Palwinder Singh Cheema | Marid Mutalimow         |

### styl klasyczny
| Waga   | Złoto:                   | Srebro:              | Brąz:              |
| 55 kg  | Äset Imanbajew           | Hamid Bavafa         | Im Dae-won         |
| 60 kg  | Shamsiddin Xudoyberdiyev | Ali Aszkani          | Kim Bong-suk       |
| 66 kg  | Parwiz Zejdwand          | Gurbinder Singh      | Kanatbek Begalijew |
| 74 kg  | Choi Deok-hun            | Jahongir Turdiyev    | Rüstem Bajsejytow  |
| 84 kg  | Abdułła Dżabraiłow       | Jewgienij Jerofajłow | Hosejn Maraszijan  |
| 96 kg  | Han Tae-young            | Masud Haszemzade     | Margułan Äsembekow |
| 120 kg | Gieorgij Curcumia        | Park U               | Ali Reza Gharibi   |

## Wyniki kobiety

### styl wolny
| Waga  | Złoto:                  | Srebro:                    | Brąz:             |
| 48 kg | Mika Noguchi            | Kao Wei-chien              | Kamini Yadav      |
| 51 kg | Ninako Hattori          | Cogtbadzaryn Enchdżargal   | Renu Bala         |
| 55 kg | Najdangijn Otgondżargal | Sayuri Tatemoto            | Lee Na-rae        |
| 59 kg | Reina Iwama             | Tümen-Öldzijn Mjagmarsüren | Alka Tomar        |
| 63 kg | Ayako Shōda             | Geetika Jakhar             | Hang Jin-young    |
| 67 kg | Norie Saitō             | Kiran Sihag                | nie przyznano     |
| 72 kg | Swietłana Jaroszewicz   | Kang Min-jeong             | Oczirbatyn Burmaa |